# Geena

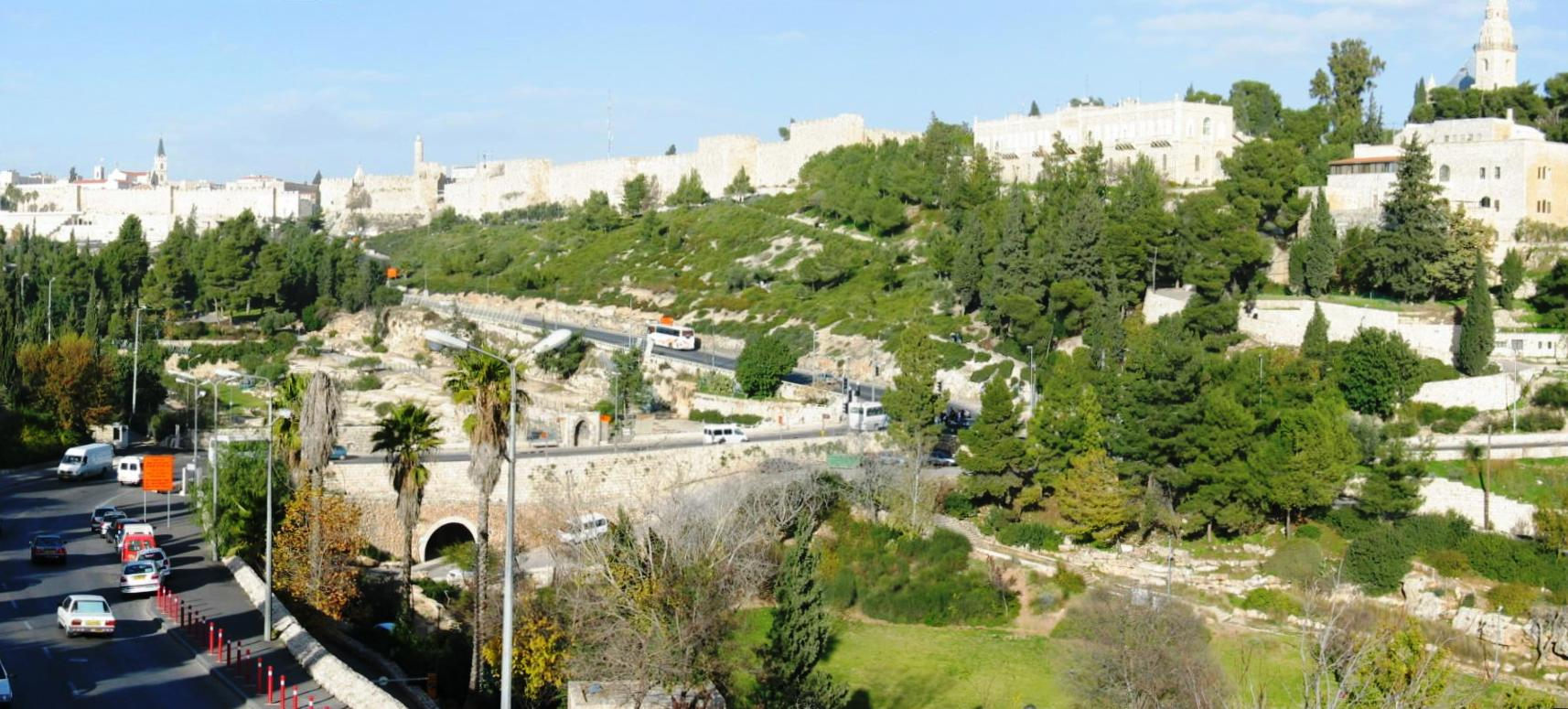
Vale de Hinom

Geena (do hebraico: גֵיא בֶן-הִנֹּם; romaniz.: Geh Ben-Hinom, literalmente "Vale do Filho de Hinom") é um vale em torno da Cidade Antiga de Jerusalém, e que veio a tornar-se um depósito onde o lixo era incinerado. Atualmente é conhecido como Uádi er-Rababi.

## Ocorrências no texto bíblico
Esta palavra grega surge doze vezes no texto bíblico, nos seguintes locais:
- Mateus 5:22, Mateus 5:29, Mateus 5:30; Mateus 10:28; Mateus 18:9; Mateus 23:15, Mateus 23:33
- Marcos 9:43, Marcos 9:45, Marcos 9:47
- Lucas 12:5
- Tiago 3:6

Geena refere-se ao vale de Hinom, fora das muralhas de Jerusalém. Este vale era usado como depósito de lixo, onde se lançavam os cadáveres de pessoas que eram consideradas indignas, restos de animais, e toda outra espécie de imundície. Usava-se enxofre para manter o fogo aceso e queimar o lixo. Jesus usou este vale como símbolo da destruição eterna.
Muitos associam a Geena com o Lago de Fogo de Apocalipse 20:14, que é dito significar a segunda morte.

## Localização geográfica
A pessoa cujo nome teria dado origem à designação deste vale não é conhecida, assim como também se desconhece o significado do próprio nome Hinom ou Enom.
É também referido no Antigo Testamento pelas seguintes expressões:
- O "vale do(s) filho(s) de Hinom" (ou Ben-Enom)
- Simplesmente o "Vale", como na expressão "Portão do Vale" (Josué 15:8; 2 Reis 23:10; Neemias 3:13)
- É provável que a menção de "o vale dos cadáveres e das cinzas", em Jeremias 31:40 (BJ) também se refira a este local.

O vale de Hinom encontrava-se ao Sudoeste e ao Sul da antiga Jerusalém. (Josué 15:8; Josué 18:16; Jeremias 19:2, Jeremias 19:6). O vale estende-se para o Sul desde as imediações do actual Portão de Jaffa, conhecido em árabe por Bab-el-Khalil, vira abruptamente para o Este no canto Sudoeste da cidade, e segue ao longo do lado Sul ao encontro dos vales de Tiropeom e do Cédron, num ponto perto do canto Sudeste da cidade. Numa zona um pouco acima do local onde este vale converge com os vales do Tiropeom e do Cédron, existe uma área mais larga. Provavelmente era aqui a localização de Tofete (também grafado Tofet ou Tofeth, conforme as traduções), mencionado em II Reis 23:10. No lado Sul do vale, perto da sua extremidade oriental, encontra-se o lugar tradicional de Aceldama (ou Acéldama ou Hacéldama), o "Campo de Sangue", o campo do oleiro comprado com as trinta moedas de prata de Judas Iscariotes (Mateus 27:3–10; Atos 1:18–19). Mais para cima, o vale é bastante estreito e fundo, com muitas câmaras sepulcrais nos socalcos dos seus penhascos.
O vale de Hinom fazia parte da fronteira entre as tribos de Judá e de Benjamim, encontrando-se o território de Judá ao Sul, o que situava Jerusalém no território de Benjamim, conforme delineado em Josué 15:1, Josué 15:8; Josué 18:11, Josué 18:16. O vale é agora conhecido como uádi er-Rababi (Ge Ben Hinnom).

## Utilização do local
Durante o reinado de Acaz, rei de Judá, a Geena é mencionada como tendo sido usada para a prática de  rituais de sacrifício humano em adoração a deuses das nações vizinhas, particularmente a Moloque (também grafado Moloc ou Moloch, conforme as traduções). Segundo mencionado em 2 Crônicas 28:1–3 era neste vale que tais práticas, que incluíam o sacrifício de crianças, eram realizadas. A Bíblia informa ali:
"Acaz subiu ao trono com vinte anos. E reinou dezesseis anos em Jerusalém. Não fez, como seu antepassado Davi, o que Javé aprova. Imitou o comportamento dos reis de Israel, fazendo estátuas para os ídolos. Queimou incenso no vale dos Filhos de Enom e chegou até a sacrificar seus filhos no fogo, conforme os costumes abomináveis das nações que Javé tinha expulsado de diante dos israelitas." (Bíblia Pastoral)
O neto de Acaz, o rei Manassés, promovendo este tipo de prática degradante em grande escala, também veio a fazer "os seus próprios filhos passarem pelo fogo no vale do filho de Hinom", conforme 2 Crônicas 33:1, 2 Crônicas 33:6, 2 Crônicas 33:9 (NM). O rei Josias, neto de Manassés, finalmente acabou com esta prática por profanar este lugar, especialmente em Tofete,tornando-o impróprio para a adoração, talvez por espalhar ali ossos ou lixo, conforme 2 Reis 23:10 que informa:
"Também profanou a Tofeth, que está no vale dos filhos de Hinom, para que ninguém fizesse passar a seu filho, ou sua filha, pelo fogo a Moloch." (Almeida).
Comentando este versículo, o erudito judeu David Kimhi (1160?-1235?) diz o seguinte como possível explicação sobre Tofete:
"Nome do lugar em que eles faziam seus filhos passarem pelo fogo para Moloque. O nome do lugar era Tofete, e diziam que era chamado assim porque eles dançavam e tocavam pandeiros [hebr.: tuppím] por ocasião da adoração, para que o pai não escutasse os gritos do filho quando o estivessem fazendo passar pelo fogo, e para que seu coração não ficasse agitado e ele o tirasse da mão deles. E esse lugar era um vale que pertencia a um homem chamado Hinom, de modo que era chamado de 'Vale de Hinom' e de 'Vale do Filho de Hinom'. E Josias conspurcou aquele lugar, reduzindo-o a um lugar impuro, para nele se lançarem carcaças e toda impureza, a fim de que nunca mais subisse ao coração do homem fazer seu filho ou sua filha passar pelo fogo para Moloque." (Biblia Rabínica, Jerusalém, 1972).
Segundo nota de rodapé na Bíblia Sagrada, da Difusora Bíblica Franciscanos Capuchinhos", o termo Tofete pode significar "queimador".
Com o tempo, o vale de Hinom tornou-se o depósito e incinerador do lixo de Jerusalém. Lançavam-se ali cadáveres de animais para serem consumidos pelos fogos, aos quais se acrescentava enxofre para ajudar na queima. Também se lançavam ali os cadáveres de criminosos executados, considerados imerecedores dum sepultamento decente num túmulo memorial. Quando esses cadáveres caíam no fogo, então eram consumidos por ele, mas, quando os cadáveres caíam sobre uma saliência da ravina funda, sua carne em putrefacção ficava infestada de vermes, ou gusanos, que não morriam até terem consumido as partes carnais, deixando somente os esqueletos. Nenhum animal ou criatura humana vivos eram lançados na Geena, para serem queimados vivos ou atormentados.
"Tornou-se o depósito de lixo comum da cidade, onde se lançavam os cadáveres de criminosos, e as carcaças de animais, e toda outra espécie de imundície." — Smith’s Dictionary of the Bible (Boston, 1889, Vol. 1, p. 879.)
O Novo Comentário Bíblico, na página 779, em inglês, diz:
"Geena era a forma helenizada do nome do vale de Hinom em Jerusalém, no qual se mantinham constantemente fogos acesos para consumir o lixo da cidade. Este é um poderoso quadro da destruição final."
"Visto que alguns israelitas sacrificavam ali seus filhos a Moloque, o vale veio a ser considerado como lugar de abominação. Num período posterior foi transformado num lugar onde se jogava o lixo, e perpetuavam-se os fogos para impedir uma pestilência." — The New Funk & Wagnalls Encyclopedia (Nova Iorque, 1950, Vol. 15, p. 5576)

## Como algumas traduções bíblicas vertem a palavra Geena
Alguns têm associado a palavra Hades com a palavra Geena. No entanto, pelo exposto acima e pelo conteúdo do artigo Hades, conclui-se que as duas expressões referem-se a coisas distintas. Algumas traduções tomaram a liberdade de traduzir Geena por "Inferno", conduzindo assim à ideia de um lugar de tormento ardente. Alguns exemplos são:
- Bíblia Pastoral - Verte 11 vezes por "inferno" e uma vez translitera "geena" em Tiago 3:6
- Ave-Maria - Verte 4 vezes por "inferno" e oito vezes por "Geena".
- Almeida (RC) - Traduz as doze ocorrências por "inferno".
- Tradução Padre António Pereira de Figueiredo - Traduz as doze ocorrências por "inferno".
- Bíblia Sagrada, da Difusora Bíblica Franciscanos Capuchinhos - Verte 10 vezes por "Geena" e 2 por "Inferno" em Mateus 23:15 e Tiago 3:6

No entanto, algumas versões modernas, aprovadas pelo Catolicismo, Protestantismo e outras denominações cristãs, como as Testemunhas de Jeová, optaram coerentemente por usar nas doze ocorrências a transliteração "Geena". Entre essas estão:
- Bíblia de Jerusalém, (2002)
- Tradução do Novo Mundo das Escrituras Sagradas, (1986)
- Bíblia Mensagem de Deus (1983)
- Bíblia Sagrada - Centro Bíblico Católico, 20.ª edição, (1973)
- A Bíblia - Liga de Estudos Bíblicos, (1965)
- Bíblia Sagrada - Missionários Capuchinhos, (1982)
- Bíblia Sagrada - Pontifício Instituto Bíblico, (1967)
- Bíblia Sagrada - Matos Soares, 36.ª edição, (1980)
- Novo Testamento - Tradução Ecumênica da Bíblia, Edições Loyola, (1987)

## Interpretação do termo Geena

### Conceito do catolicismo e protestantismo
Tendo sido traduzido algumas vezes como "inferno", o termo Geena acabou por ser conotado com um lugar de tortura, de intensos sofrimentos, para onde são conduzidas as almas dos pecadores impenitentes, após a morte do corpo físico. Mais informações sobre as doutrinas destas denominações religiosas no artigo Inferno.

### Conceito de outras denominações cristãs
O conceito das Testemunhas de Jeová e dos Adventistas do Sétimo Dia sobre Geena é radicalmente oposto ao da maioria das religiões cristãs. Em conformidade com o que consideram ser a evidência bíblica, Geena ou o Vale de Hinom pode servir apropriadamente de símbolo de destruição, mas não de ardente tormento consciente. As Testemunhas de Jeová argumentam que Jeová, sendo um Deus de amor, jamais iria condenar a uma eternidade de sofrimento quem foi pecador apenas por algumas décadas.(Jeremias 32:35; Romanos 6:7) Afirmam ainda que, quando os israelitas queimavam seus filhos vivos, naquele vale, Deus disse que algo tão horrível nunca lhe subira ao coração, conforme Jeremias 7:30–31:
"Pois o povo de Judá fez o que é mau aos meus olhos', diz Jeová. 'Colocaram os seus ídolos repugnantes na casa que leva meu nome, para profaná-la. Construíram os altos sagrados de Tofete, que fica no vale do Filho de Hinom, para queimar no fogo seus filhos e suas filhas, algo que eu não havia ordenado e que jamais havia ocorrido no meu coração." (NM)
Referem ainda as palavras do apóstolo Paulo que, ao escrever aos cristãos em Tessalónica, disse que aqueles que lhes causavam tribulação seriam "submetidos à punição judicial da destruição eterna de diante do Senhor e da glória da sua força" - 2 Tessalonicenses 1:6–9 (NM). Consideram assim que a evidência bíblica torna claro que os que Deus julga indignos de merecer a vida não sofrerão tormento eterno num fogo literal, mas sim a "destruição eterna". Não serão preservados vivos em parte alguma. (Eclesiastes 9:5,10) O fogo da Geena, portanto, é somente símbolo da totalidade e inteireza desta destruição.
Equiparam a palavra Geena com a expressão "lago de fogo" que surge em Apocalipse. Segundo os seus ensinos, "o lago de fogo" não significa um lugar de tormento consciente, mas, antes, a morte ou destruição eterna. Citam a própria Bíblia em Apocalipse 20:14:
"E a morte e o Hades foram lançados no lago de fogo. Este significa a segunda morte, o lago de fogo."
Para estas denominações religiosas, é evidente que este "lago" é simbólico, porque a Morte e o Inferno ou Hades, a sepultura comum ou geral dos humanos, são lançados nele. Nem a morte nem o inferno podem ser queimados literalmente. Mas podem ser eliminados ou destruídos definitivamente.
Referem que em Mateus 10:28, Jesus avisou seus ouvintes a "temer aquele que pode destruir na Geena tanto a alma como o corpo". Lembram que não se faz ali menção de tormento no fogo da Geena mas, antes, destruir na Geena. De modo que concluem que as referências à "Geena de fogo" têm o mesmo significado que o "lago de fogo", de Revelação 21:8, ou seja, a destruição, "a segunda morte", da qual não há ressurreição ou retorno.
As Testemunhas citam inclusivamente o periódico católico Commonwealth, onde o articulista Joseph E. Kokjohn reconheceu:
"O derradeiro lugar de punição, evidentemente é Geena, o Vale de Hinom, que antigamente fora um lugar onde se ofereciam sacrifícios humanos a deuses pagãos, mas em tempos bíblicos já se havia tornado o depósito de lixo da cidade, um monturo à beira de Jerusalém. O mau cheiro, a fumaça e o fogo eram ali um lembrete constante, para os habitantes, do que acontecia às coisas que haviam servido ao seu fim — eram destruídas."
Também referem o comentário do jesuíta John L. McKenzie, no seu Dicionário da Bíblia'(1965, em inglês):
"Por causa deste santuário ritualístico para sacrifícios humanos, Jeremias amaldiçoou o lugar e predisse que se tornaria um lugar de morte e de corrupção (7:32; 19:6). Este vale é mencionado, não por nome, em Isaías 66:24, como local em que os cadáveres de rebeldes contra Yahweh devem jazer. Na literatura rabínica, porém, o fogo eterno não é certamente punição eterna. A Geena é um lugar em que os iníquos são destruídos de corpo e alma, o que talvez reflita a ideia de aniquilação (Mateus 10:28)."